# Sebring International Raceway

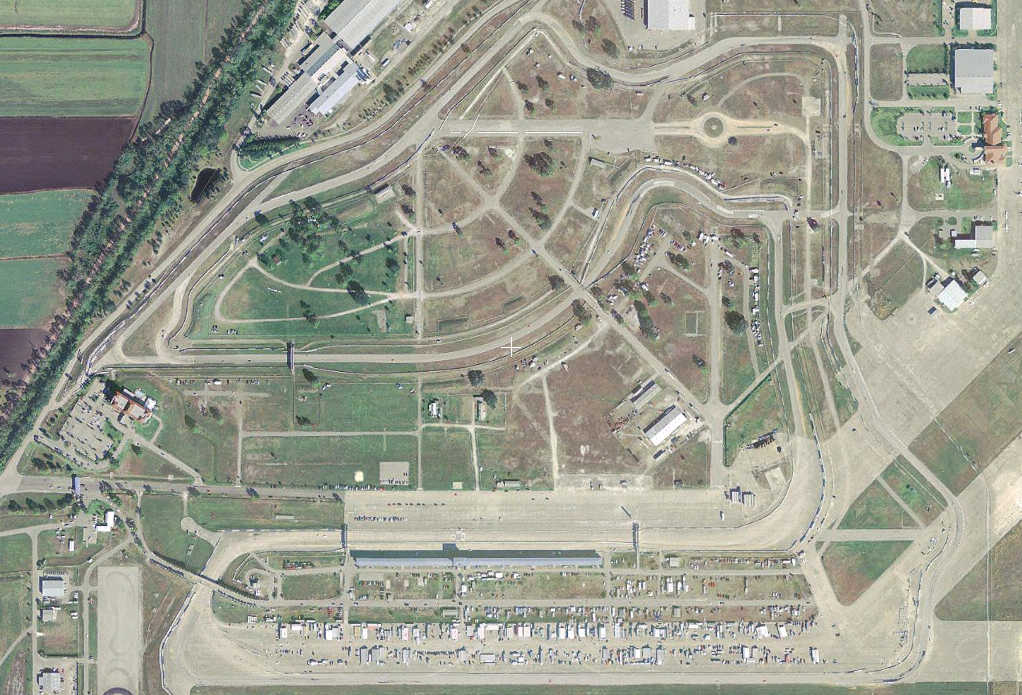
Satelitní pohled na Sebring International Raceway

Sebring International Raceway je silniční automobilový závodní okruh situovaný poblíž Sebringu na Floridě.
Jedná se o jednu z nejstarších nepřetržitě provozovaných závodních tratí ve Spojených státech, první závod se na ní konal již v roce 1950. Každoročně hostí významný vytrvalostní závod sportovních prototypů a GT vozů 12h Sebringu (12 Hours of Sebring).
Závodní trať zaujímá část prostor místního letiště Sebring Regional Airport, které je stále v aktivním provozu a které bylo původně postaveno jako tréninková základna amerických vojenských vzdušných sil.